# Дејан Каљевић
Дејан Каљевић (1968 — 2015) био је српски програмер, инжењер електронике и математичар, један од водећих програмера опреме за уклањање SIM-кодова.
Дејан Каљевић је пронашао оригиналну технику напада SIM картице, што је омогућило да се смањи време генерисања кључа и заобиђу механизми за заштиту картице. Он је развио један од програма-емулатора SIMкартице за микроконтролер PIC16 (PIC16F84 и PIC16F876) који су у основу популарне "пиратске" Gold картице Wafer и Silver картице.
Дејан Каљевић је постао посебно познат као инжењер бесплатних софтверских апликација за откључавање платформе DCT-3 и DCT-4 Nokia мобилних телефона.
У мају 2007. године Дејан Каљевић објавио је бесплатну апликацију за откључавање телефона платформе BB5 (Base Band 5) као што су Nokia 6630, Nokia 6680, Nokia 6681 и Nokia Н70. Ово решење, по свему судећи, такође подржава модел Nokia E60, Е65, Nokia E70, Nokia N71, Nokia N90, Nokia N91, Nokia N93. Ослобађање се врши преко Pop-port-а у вези кабла компатибилан са FBus, на пример, ДКУ-5, са рачунаром са програмским пакетом од Дејана Каљевића. На бази ове одлуке било је предложено неколико плаћених производа из других програмера.
У јулу 2007. године Дејан Каљевић је објавио бесплатна упутства и шеме на израду хардверског решења за откључавање Nokia N95. Међутим, ова решења нису за употребу обичних корисника, јер захтевају висок ниво знања електронике и вештине лемљења.
Постао је познат након што је у октобру 2007. године развио је поједностављени уређај за откључавање телефона Нокиа платформе BB5, који је назвао по свом имену. Уређај, за разлику од претходног решења, не захтева извештаје, повезивање на интернет, међутим, захтева демонтажу телефона и коришћење тест-поинта.